# Yannick Jadot
Yannick Jadot, född 27 juli 1967, är en fransk politiker och miljöaktivist som sedan Europaparlamentsvalet 2009 suttit som ledamot i Europaparlamentet där han ingår i G/EFA-gruppen. 
Mellan åren 2002 och 2008 koordinerade han verksamheten i Frankrike för Greenpeace. Jadot tillkännagav 2009 att han lämnade Greenpeace för att leda arbetet för Europe Écologie Les Verts i det franska Europaparlamentsvalet samma år. Tillsammans med Nicole Kiil-Nielsen valdes han in som ledamot i parlamentet, något han blivit omvald till i de följande två valen (2014 och 2019).